# Marynarz Popeye
Marynarz Popeye (ang. Popeye The Sailor) – amerykański film animowany z 1933 roku w reżyserii Dave’a Fleischera. Pierwszy z serii filmów rysunkowych z Popeye’em.